# Коха (святая)
Коха (VI век) — святая игумения Росс-Бенгвирская. День памяти — 29 июня.
Святая Коха (Cocha), по преданию, воспитала св. Киарана Сайгирского (память 5 марта). Впоследствии она стала игуменией монастыря Росс-Бенгвирского (Ross-Benchuir).